# Keçiborlu
Keçiborlu  – miasto w południowo-zachodniej Turcji, w prowincji Isparta. Liczy 10,390 mieszkańców (2000). Zostało założone w starożytności pod nazwą Eudoxipolis. W jego pobliżu 30 listopada 2007 roku miała miejsce katastrofa lotu Atlasjet 4023, w której zginęło 57 osób.